# Думівка
Ду́мівка — село в Україні, у Краснопільській селищній громаді Сумського району Сумської області. Населення становить 37 осіб (станом на 2015 р.). До 2016 орган місцевого самоврядування — Самотоївська сільська рада.

## Географія
Село Думівка розташоване на відстані 4 км від річки Сироватка, за 2.5 км розташовані села Самотоївка та Чернеччина.
У селі бере початок річка Рублена із загатою.

## Історія
Село Катеринівка (нині — Думівка) засноване 1770 р. Михайлом Власовським на пожалуваних Катериною ІІ землях. У 1840 р. Семен Власовський продав частину с. Катеринівка володарю с. Великий Бобрик Григорію Рахманову. Інша частина дісталась поміщикам Подольським. Перша частина знаходилась у Великобобрицькій волості Сумського повіту, друга — у Верхньосироватській волості цього ж повіту.
Наприкінці ХІХ ст. у Катеринівці власник Грязнянського цукрового заводу Вейссе збудував маєток. У 1905 р. маєток зазнав нападу революційно налаштованих робітників заводу, котрі вимагали поліпшення умов праці, скорочення робочого дня, підвищення платні. Працювала економія по вирощуванню цукрового буряка для заводу. Однокласна земська школа відкрита у 1913 р.
За легендою, у середині ХІХ ст. селяни Катеринівки написали листа до Думи про важке становище у селі. Допомоги не прийшло, але село отримало паралельну назву — Думівка, котра після 1917 р. стала основною і єдиною офіційною назвою села. У 1918 р. поблизу села знаходилось розташування німецьких військ.
Село постраждало внаслідок геноциду українського народу, проведеного урядом СССР 1923—1933 та 1946–1947 роках. У 1930-х рр. у Думівці знаходилась центральна садиба колгоспу ім. Будьоного, до 1951 р. село мало свою сільраду.
Після окупації 1941 р., на підвищенні біля села було організоване німецьке кладовище (26 могил), залишки з якого перенесені у 2011 р. до централізованого німецького цвинтаря біля м. Харків. У 1951 р. місцевий колгосп ім. Будьоного злився з колгоспом ім.газети «Правда» (с. Самотоївка). Станом на 1976 р. у Думівці мешкало 220 осіб.
12 червня 2020 року, відповідно до розпорядження Кабінету Міністрів України № 723-р «Про визначення адміністративних центрів та затвердження територій територіальних громад Сумської області», село увійшло до складу Краснопільської селищної громади.
19 липня 2020 року, в результаті адміністративно-територіальної реформи та ліквідації Краснопільського району, увійшло до складу новоутвореного Сумського району.

## Економіка
- «Думівске», ТОВ.

## Відомі люди
Велітченко Олександр Миколайович — український військовик, учасник російсько-української війни.
Кравченко Микола Григорович — військовий розвідник, повний кавалер орденів «Слава», колгоспник.